# Громадянська війна в Перу
9°24′ пд. ш. 76°00′ зх. д. / 9.4° пд. ш. 76° зх. д.
Громадянська війна в Перу — збройний конфлікт у Перу, що почався в 1980 році і триває до теперішнього часу. Багато хто вважав, що протистояння фактично закінчилося до 2000 року, але у 2014 році почалися нові сутички між перуанською армією та партизанами. Протилежними силами є урядові війська і праві формування Сільські патрулі, з одного боку, і угруповання Комуністична партія Перу — Сендеро Луміносо і Революційний рух імені Тупака Амару, з іншого боку.
За наближеними оцінками, внаслідок конфлікту загинуло близько 70 000 людей. Більшість загиблих — це пересічні громадяни, яких вбивали представники обох сторін, що робить цей конфлікт найкривавішим за всю історію Перу з часів колонізації країни європейцями. Це третій за тривалістю конфлікт у Латинській Америці. Першим вважається Громадянська війна у Колумбії, а другим — Громадянська війна у Гватемалі.